# Björkmussling
Björkmussling (Lenzites betulina) är en svampart som först beskrevs av L., och fick sitt nu gällande namn av Elias Fries 1838. Björkmussling ingår i släktet Lenzites och familjen Polyporaceae.  Arten är reproducerande i Sverige. Inga underarter finns listade i Catalogue of Life.